# Монастир Христа Царя (Рим)
Монастир Христа Царя — головний монастир Василіянського Чину, осідок Генеральної Курії ЧСВВ в Римі. Адреса: Via San Giosafat, 8 (Aventino), Roma, 00153, Italia.

## Василіяни в Римі
Історія Василіянського Чину в Римі бере свій початок з 1599 року, коли Йосиф Іван Велямин Рутський, засновник Чину, прибув на студії до Папської Грецької Колегії Святого Атанасія. В 1615 році він, як Київський Митрополит, випросив у Папи Павла V чотири місця для своїх студентів у Грецькій Колегії, в якій з 1616 по 1793 рік студіювали понад 130 василіян. Крім того, з 1645 по 1796 рік 52 василіяни навчались у Колегії Поширення Віри (Propaganda Fide). Багато з тих студентів згодом стали митрополитами, єпископами, протоархимандритами Чину.
Василіяни поселилися у Римі на постійно 15 червня 1639 року. Того дня секретар Конгрегації візитацій офіційно передав василіянам (Пилипу Боровику і Йосафату Ісаковичу) церкву Святих Сергія і Вакха з двома будиночками. Це був дарунок для «Руської Церкви» кардинала Антоніо Барберіні, рідного брата папи Урбана VIII. Впродовж XVII–XIX століть василіяни були прокураторами (офіційними представниками) Київської Митрополії і Василіянського Чину перед Апостольським Престолом. Спочатку вони не виконували душпастирської праці, але коли 1718 року на стіні під штукатуркою, біля церкви було віднайдено ікону Богородиці, народ сприйняв це за надприродне явище. Наступного року почалось прилюдне вшанування ікони в церкві, при якій сталось кілька чудесних оздоровлень. Відтоді сюди прибували прочани навіть з далека, а з тим прийшла і душпастирська праця.
Відколи українські і білоруські землі ввійшли до складу Російської і Австрійської імперій (наприкінці XVIII ст.), унійній (греко-католицькій) церкві заборонили мати представників при Апостольській столиці. В 1829 році після смерті прокуратора о. Анатолія Вільчинського, російський царський уряд намагався забрати василіянський осідок з церквою, мотивуючи тим, що майно «належить Василіянському Чинові, який опинився на російській території». Але Конгрегація Поширення Віри довела, що будинок і церква є власністю Апостольської столиці і призначила адміністраторами італійських священників. У 1870 році італійська монархія, яка зайняла Папську державу і місто Рим, хотіла забрати церкву Святих Сергія і Вакха з прилеглим домом у свою власність. Цього разу о. Михайло Домбровський, ЧСВВ, зберіг церковні будівлі, переконавши владу, що колегія заснована для «Руського народу» Конгрегацією Поширення Віри не є монастирем.
Наприкінці XIX ст. Папа Лев XIII і австрійський цісар Франц Йосиф I вирішили спорудити у Римі «Руську Колегію». В 1895 році будинок, що прилягав до церкви Святих Сергія і Вакха, розібрано до фундаменту. На цьому місці було збудовано семінарію, в якій з 1897 року навчались українські семінаристи. Спочатку провід колегії був у руках єзуїтів, з 1904 року належить василіянам. З 1932 року колегію перенесено на пагорб Джаніколо, з 1904 р. і до сьогодні понад 50 василіян були ректорами, віце-ректорами й духівниками цієї семінарії.

## Новий осідок Василіянського Чину
В 1960 року Василіянський Чин відкупив для себе монастир у монахів Трапістів на римському пагорбі Авентин. У 1960—1961 роках перебудовано внутрішню монастирську церкву відповідно до українського обряду — мозаїки проектував Франческо Віньянеллі, бенедиктинський монах з Монтекассіно, а іконостас намалював Ювеналій Мокрицький, ієромонах студійського уставу. Того ж таки 1960 року туди була перенесена Головна управа Василіянського Чину, до якої входять: протоархимандрит, чотири радники, головний економ і головний секретар. Зараз Чин нараховує близько 530 ченців які виконують духовне служіння у 89-х монастирях різних країн світу, з них 28 — в Україні. У римській обителі також мешкають василіянські студенти, які навчаються у різних папських університетах. Після студій вони повертаються до своїх країн, де проводять освітньо-виховну, душпастирську й видавничу діяльність. Свого часу василіянам у Римі доручено провід Папської Української Колегії Святого Йосафата (1904 р.), Папського Українського Інституту Покрови Матері Божої (1998 р.) і Української секції Ватиканського радіо (1939 р.).

## Діяльність при василіянському монастирі Христа Царя в Римі
З 1949 року при Головній управі діє видавництво, яке видало 55 томів документів з ватиканських та римських архівів, що стосуються історії української Церкви; 57 томів наукових праць, близько 90 книжок «Української Духовної Бібліотеки» та 16 томів «Записок ЧСВВ». Василіянське видавництво у Римі підготувало й надрукувало Святе Письмо, перекладене о. Іваном Хоменком, «Молитвослов», «Кодекс канонів Східних Церков», та багато інших книжок. У монастирській бібліотеці зберігається багато інших цінних видань.
З 1999 року василіяни духовно підтримують українських заробітчан у Римі та в інших містах Італії. У римській василіянській монастирській церкві, що належить до української парафії Святих Сергія і Вакха, в неділі і свята служиться Свята Божественна Літургія (о 7.30, 10.00 і 12.00 год.; а в четвер — о 16.30 год.). У святкові дні у богослужіннях беруть участь понад 300 вірян.
У обителі свого часу жили й працювали видатні василіянські науковці: Атанасій Великий, Михайло Ваврик, Ісидор Патрило, Іриней Назарко, Гліб Кінах, Атанасій Пекар, Родіон Головацький та ін.